# Janis Martin (Sängerin, 1940)
Janis Martin (* 27. März 1940 in Sutherlin, Virginia; † 3. September 2007 in Danville, Virginia) war eine US-amerikanische Rockabilly-Sängerin, die als eine der wenigen Frauen in dieser von Männern dominierten Szene Erfolg hatte. Sie war vor allem für ihre starke Bühnenpräsenz bekannt.

## Leben

### Kindheit und Jugend
Janis Martin wuchs in Sutherlin auf. Ihre Mutter war eine professionelle Sängerin mit Bühnenerfahrung und ihr Vater sowie ihr Onkel waren lokale Amateurmusiker. Noch bevor Martin fünf Jahre alt war, lernte sie Gitarrespielen und sang im Kinderchor. Durch das Radio, vor allem die Grand Ole Opry, wurde sie von Opry-Stars wie Hank Williams und Eddy Arnold beeinflusst. Als Jugendliche nahm Martin an Talentwettbewerben teil, die sie oft für sich entscheiden konnte. Zudem trat sie im WDVA Virginia Barn Dance auf und sang mit Stars wie Ernest Tubb oder der Carter Family.

### Anfänge
Als Anfang der 1950er Jahre der Rock ’n’ Roll seinen Siegeszug startete, konnte Martin sich sofort dafür begeistern. Sie schrieb im Alter von 14 Jahren bereits die ersten Songs, die sie später auch aufnahm. Der Chef von RCA Records Steve Sholes hörte einige ihrer Demobänder und lud sie ein; 1956 unterzeichnete Janis Martin im Alter von 15 Jahren ihren ersten Plattenvertrag bei RCA, zwei Wochen nach Elvis Presleys Wechsel zur selben Plattenfirma.

### Karriere
Ihre erste Single Drugstore Rock’n’Roll wurde mit ungefähr 750.000 verkauften Exemplaren Martins größter Erfolg. Die Single wurde am 8. März 1957 unter der Leitung von Chet Atkins bei RCA in Nashville, Tennessee, aufgenommen. Neben Atkins an der Gitarre spielten auf der Aufnahme mit Floyd Cramer am Klavier, Buddy Harman am Schlagzeug, Bob Moore am Bass sowie Grady Martin an der Rhythmusgitarre weitere der gefragtesten Sessionmusiker der Stadt. Harman, Martin und Moore begleiteten Martin auf fast all ihren Aufnahmen. In den folgenden Jahren hatte Martin weitere Erfolge, unter anderem mit My Boy Elvis, Two Long Years und One More Year to Go (das auch in der ersten Session aufgenommen wurde). Sie trat unter anderem in der Grand Ole Opry sowie in verschiedenen Fernsehshows auf.
RCA vermarktete das junge Mädchen als „The Female Elvis“ (Der weibliche Elvis) – getroffen hatte sie Presley allerdings nur zweimal und auch nur wenige Worte mit ihm gewechselt. Einige Fans Martins waren der Meinung, dass RCA sie benutzte, um Presleys Popularität zu steigern, was ihr Titel My Boy Elvis sowie die Tatsache, dass sie mit denselben Sessionmusikern arbeitete, noch verstärkten. Ihr wirkliches Idol war jedoch Carl Perkins, dessen Musik sie weitaus mehr mochte. Bei weiteren Aufnahmesessions 1957 und 1958 stießen mit Hank Garland und The Jordanaires weitere gefragte Größen zu ihren Begleitmusikern. Zu hören sind sie auf Aufnahmen wie Bang Bang oder Please Be My Love.
1958 unternahm die seit 1956 heimlich verheiratete Martin eine Tournee durch Europa, vor allem um ihren dort stationierten Mann zu besuchen. Da sie jedoch im Alter von 17 Jahren schwanger wurde, kündigte RCA ihren Vertrag 1958. Zwei Jahre später fand noch einmal eine letzte Session im Owen Bradley Studio statt bei der Here Today and Gone Tomorrow, Hard Times Ahead, Cry Guitar und Teen Street aufgenommen wurden, die bei dem von Belgien aus verwalteten Label Palette Records veröffentlicht wurden.
Von nun an begann Martin, während Presley als Soldat nach Deutschland versetzt war, ihren eigenen Sound zu entwickeln: Ihre eigene Live-Band, die Marteens, hatte sie bereits 1957 gegründet und arbeitete nun weiter mit ihnen zusammen, außerdem rief sie ihr eigenes Plattenlabel ins Leben. Jedoch stand sie schon seit längerem in einem Konflikt zwischen ihrem Management und ihrem Promoter. Letzterer war der Meinung, dass Martin zur Country-Musik wechseln sollte, während ihr Manager sie weiter Rockabilly-Titel aufnehmen lassen wollte.
Janis Martin versuchte weiterhin, ihre Karriere voranzutreiben, jedoch ohne Erfolg. Die nun zum zweiten Mal verheiratete (und danach wieder geschiedene) Martin lehnte Angebote von Decca Records und King Records ab, Palette Records veröffentlichte lediglich zwei Singles von ihr. Ihr zweiter Ehemann ging zu dieser Zeit mit ihr auf Tour, lehnte dieses Leben jedoch ab und brachte sie dazu, sich aus dem Musikgeschäft zurückzuziehen. Später bereute sie diese Entscheidung, da sich das Paar nach 13 Jahren trennte. Seit den 1970er-Jahren trat Janis Martin wieder öffentlich auf.

## Diskografie

### Singles
| 1956                    | Drugstore Rock’n’Roll                          | Will You, Willum                  | RCA Victor      |
| 1956                    | Ooby Dooby                                     | One More Tear To Go               | RCA Victor      |
| 1956                    | My Boy Elvis                                   | Little Bit                        | RCA Victor      |
| 1956                    | Barefoot Baby                                  | Let’s Elope Baby                  | RCA Victor      |
| 1957                    | Two Long Years                                 | Love Me To Pieces                 | RCA Victor      |
| 1957                    | Love and Kisses                                | I’ll Never Be Free                | RCA Victor      |
| 1957                    | All Right Baby                                 | Billy Boy, My Billy Boy           | RCA Victor      |
| 1958                    | Cracker Jack                                   | Good Love                         | RCA Victor      |
| 1958                    | Bang Bang                                      | Please Be My Love                 | RCA Victor      |
| 1960                    | Hard Times Ahead                               | Here Today and Gone Tomorrow      | Palette Records |
| 1961                    | Teen Street                                    | Cry Guitar                        | Palette Records |
| Unveröffentlichte Titel |                                                |                                   |                 |
|                         | - Cracker Jack - I’m Walkin’                   | Liveaufnahmen                     |                 |
| 1957–1958               | - Blues Keep Calling - Love Me, Love - William | RCA Victor (nicht veröffentlicht) |                 |

### Alben
- 1958: Janis and Elvis
- 1979: That Rockin' Gal Sings "My Boy Elvis"
- 1979: That Rockin' Gal Rocks On
- 1985: Elvis and Janis
- 1994: The Female Elvis – Complete Recordings 1955 – 1960 (Bear Family Werkausgabe)
- 2001: Here I Am
- 2003: Love and Kisses